# フェアリー バトル
フェアリー バトル
飛行するバトル Mk.I K9353、K9324、K9325号機
(手前より、1939~40年撮影)
- 用途：偵察機、軽爆撃機、練習機、標的曳航機
- 分類：爆撃機
- 設計者：マーセル・ロベル
- 製造者：

  - フェアリー・エイヴィエーション社（開発元）
  - オースティン・モーター社
- 運用者

  -  イギリス空軍
  -  ベルギー空軍
  -  オーストラリア空軍
  -  カナダ空軍
  -  ポーランド空軍(自由軍)
- 初飛行：1936年3月10日
- 生産数：2,201機
- 生産開始：1937年6月
- 退役：1949年（イギリス空軍）

バトル（Fairey Battle）は、第二次世界大戦初期にイギリスのフェアリー社が開発し、イギリス空軍で運用された爆撃機。
「バトル (Battle)」という愛称はイースト・サセックスの都市バトルに由来する。
第二次世界大戦開戦時より実戦に参加したが、すでに旧式化しており損害も多かったため、1940年後半からは次第に前線を退き、その後は練習機や標的曳航機として使用された。なおイギリス機のドイツ機撃墜1機目とドイツ機によるイギリス機被撃墜1機目は、本機である。

## 概要
傑作と評されたが既に時代遅れになっていたホーカー社製ハート軽爆撃機の後継機を求めるイギリス空軍によって1933年4月に仕様が出され、これに基づいて開発されたのが本機である。イギリス空軍における最初の低翼単葉引き込み脚の軽爆撃機で、イギリス空軍近代化の一翼を担った機体であった。爆弾は分厚い主翼の内翼部分（主脚の収容部の内側）に設けられた爆弾倉に250ポンド(110kg)爆弾を4発搭載、又は翼下のラックに500ポンド(227kg)爆弾を2発搭載した。防御兵装としては右翼と機体後部席に7.7mm機銃を1丁ずつ装備していた。試作機は1936年3月10日に完成し、数ヶ月後にテストを終了した。
テストの結果が優秀だったため、イギリス空軍は655機の大量発注を行い1937年3月より部隊配備が行われ、フェアリー社の他オースティン・モーター社でも生産が行われた結果、第二次世界大戦開戦時には1000機を超える機体が前線に投入された。
開戦当初は主にフランスにおける昼間強行偵察の任務に使用され、それなりの成果をあげた。イギリス機でのドイツ機の撃墜は、1939年9月に本機の後部旋回機銃によるものだった。しかし性能的にはすでに旧式化しており、逆にドイツ機でのイギリス機撃墜第1号(1939年9月20日)も本機であり、その後も損害が相次いだため、9月いっぱいで偵察機としての使用は中止された。一方でより高性能の軽爆撃機の開発が終わっていないイギリス空軍では、損害覚悟でその後も本機を爆撃機として使用した。1940年5月、ドイツ軍の電撃戦を食い止めるべく行われたセダン、マーストリヒトへの橋梁爆撃作戦では戦略上多大な効果をあげたが、投入された71機の内半数以上にあたる40機が未帰還機となり、残った機体もかなりの損傷を受ける結果となった。
この後、本機の部隊はイギリス本土に引き上げられ、沿岸攻撃などに使用された後練習機として利用された。また、ブリストル社製ブレニム双発軽爆撃機に機種転換した部隊もあったが、バトルを標的曳航機に転用して訓練に使われた機体も多く、これらの任務では終戦時まで活躍した。
多くはカナダに送られ、カナダでの訓練計画に加わった。

## 諸元
- 全長： 15.87 m
- 全幅： 16.46 m
- 全高： 4.72 m
- 翼面積: 39.2 m2
- 全備重量： 4,895 kg

Mk.I 三面図

- エンジン：ロールスロイス・マーリン Mk.5 1,030 hp × 1
- 最大速度： 388 km/h
- 実用上昇限度： 7,170 m
- 航続距離： 1,700 km
- 武装
  - 爆弾450kg
  - 7.7mm機銃×1（固定）・7.7mm機銃×1（後部旋回）
- 乗員 3名
  - 乗員 3名

### 各種形式
| B Mk.I |  | 爆撃機仕様。 |
| T Mk.I |  | 練習機仕様。 |

## 現存する機体
| 型名   | 番号          | 機体写真 | 国名           | 所有者                       | 公開状況 | 状態     | 備考                             |
| ------ | ------------- | -------- | -------------- | ---------------------------- | -------- | -------- | -------------------------------- |
| Mk.I   | L5343 (L5340) |          | イギリス       | イギリス空軍博物館ロンドン館 | 公開     | 静態展示 | L5340、P2183を修復時に一部使用。 |
| Mk.I   | N2188         |          | オーストラリア | 南オーストラリア航空博物館   | 公開     | 修復中   |                                  |
| T Mk.I | R3950         |          | ベルギー       | 王立軍隊・軍事史博物館       | 公開     | 静態展示 |                                  |
| T Mk.I | R7384         | 写真     | カナダ         | カナダ航空宇宙博物館         | 公開     | 静態展示 |                                  |
| T Mk.I | RCAF3947      |          | カナダ         | 連邦航空練習計画博物館       | 公開     | 修復中   |                                  |